# Synagoga w Milejczycach
Synagoga w Milejczycach – synagoga znajdująca się w Milejczycach przy ulicy Parkowej 1.
Synagoga została zbudowana w 1927 roku na miejscu starszej drewnianej bożnicy. Podczas II wojny światowej, w 1941 roku hitlerowcy zdewastowali synagogę. Po zakończeniu wojny przez wiele lat w głównej sali modlitewnej znajdowało się kino, a w sali kahalnej biblioteka. Obecnie budynek pozostaje opuszczony, popadając w ruinę.
Murowany z cegły, nieotynkowany budynek synagogi wzniesiono na planie prostokąta. Cały budynek jest przykryty blaszanym dachem. Na elewacjach zachowały się liczne dekoracje, m.in. gwiazda Dawida, data budowy bożnicy oraz gzyms.